# ماكس ليو كيلر
ماكس ليو كيلر هو سياسي سويسري، ولد في 22 أغسطس 1897 في زيورخ في سويسرا، وتوفي في 13 فبراير 1956. حزبياً، نشط في National Front (Switzerland) ‏.